# 黄晨 (演员)
黄晨（1914年5月27日—1994年3月14日），女，原籍江苏苏州，生于上海，中华民国及中华人民共和国电影演员、导演。

## 生平
《娜拉》在上海大剧院首次公演时，鲁迅第一次看到了郑君里的表演并表示赞赏。同日，郑君里在后台第一次认识了黄晨。黄晨当时是上海启秀女子中学学生，喜欢戏剧。两人后来结婚，因为郑君里的关系，黄晨与中共方面关系也很密切。1931年，黄晨毕业于上海启秀女子中学。1937年参加抗战演剧四队，开始舞台生涯。后来黄晨到延安，路条是由周恩来亲自开的。1939年，黄晨在延安陕北公学学习。在延安期间，黄晨曾亲眼见到中共党内斗争的残酷。
抗日战争期间在重庆，左翼电影人的文艺活动是在周恩来直接领导下进行。郑君里当时常去八路军重庆办事处。那时，郑君里与史东山、洪深、郭沫若、胡风等人住在一起，周恩来常把他们叫去讲形势，让他们看苏联电影。在重庆时郑君里、黄晨夫妇与周恩来的文艺秘书张颖（前中华人民共和国外交部副部长章文晋的夫人）往来密切，那时张颖经常突然敲开郑君里、黄晨夫妇家门，递个包给黄晨说：“黄晨你帮我藏起来。”黄晨也不知是什么东西，就把它藏在米缸里，过几天有人来取。
后来黄晨曾经加入中国电影制片厂任演员。1947年，进入昆仑影业公司，参演电影《八千里路云和月》、《希望在人间》等。中华人民共和国成立后，任上海电影制片厂演员，作品有《不夜城》等。她还是上海电影制片厂创作室的中共党总支书记。
郑君里和江青（原先艺名为蓝苹）1930年代在上海熟识。1936年4月赵丹与叶露茜、唐纳与蓝苹、顾而已与杜小鹃轰动一时的六和塔下的婚礼，就是由郑君里主持、沈钧儒证婚。中华人民共和国成立后，郑君里、黄晨夫妇与江青关系曾经很密切。江青的丈夫毛泽东知道郑君里爱抽烟，有一次还曾对江青说：“你拿几包我的烟给君里！这都是美国‘茄里克’香烟！”文革初期的1960年代某日，江青曾来到上海的郑君里、黄晨夫妇家找黄晨，跟黄晨聊了一两个小时，当时江青是来上海了解“革命”情况的。
文革爆发不久，郑君里、赵丹等上海文艺界人士便因和江青的密切关系招致大祸。很快有不明身份的人来郑君里家抄家，同时被抄的还有赵丹、周信芳、童芷苓、陈鲤庭这几家，其中郑君里家被抄得最厉害，抄走两卡车的文字材料。被抄家后郑君里说：“这些人虽然戴的是红卫兵袖章，但抄的手法非常专业，他们肯定不是红卫兵。”事后证实，来抄家的都是空四军的人。郑君里、黄晨夫妇分别被隔离审查，长子在南海舰队当兵，家里只剩下幼子郑大里和郑大里的姑妈这两人。1969年郑君里在医院病重，专案组派人到家里通知郑大里以及回上海探亲的哥哥去医院探望，当时他们已有一年多没见到郑君里了，黄晨也在接到通知后从被隔离的上海电影制片厂来到医院，一家四口在医院“团聚”。两天后，郑君里因肝癌在上海中山医院病逝。在殡仪馆里，郑君里直接躺在烧尸体用的铁板车上，家属送去一身灰色中山装，郑君里头底下垫了两块砖头，身上蒙了一块白布，黄晨、两个儿子及儿子的姑妈，四人与郑君里的遗体最后匆匆待了10分钟后，郑君里随即被拉去火化，四位家属还被关照：出去绝对不能说郑君里已经死了。
1980年，在中华人民共和国最高人民法院特别法庭审判林彪、江青反革命集团案时，从上海前往北京的出庭者有黄晨和秦桂贞。
1994年3月14日，黄晨在上海逝世。

## 作品
- 1947年电影《八千里路云和月》（昆仑）饰美云。
- 1948年电影《柳浪闻莺》（大同）饰舞厅经理太太茜。
- 1948年电影《关不住的春光》（昆仑）饰王三小姐。
- 1949年电影《希望在人间》（昆仑）饰陈枷。
- 1949年电影《三毛流浪记》（昆仑）饰阿姨。
- 1950年电影《武训传》（昆仑）饰坠儿。
- 1952年电影《为了孩子们祝福》（长昆厂）饰周老师。
- 1955年电影《湖上的斗争》（上影）饰大祥妻。
- 1957年电影《不夜城》（江南）饰蓝西。
- 1958年电影《谁是被抛弃的人》（海燕）饰刘珍。
- 1959年电影《万紫千红总是春》（海燕）饰薛翠英。
- 1960年电影《摩雅傣》（海燕）助理导演兼饰医疗工作队队长。
- 1962年电影《红楼梦》（海燕，戏曲片）助理导演。

## 著作
- 《我和君里：黄晨回忆录》

## 家庭
- 丈夫：郑君里
- 长子
- 幼子：郑大里